# Agnel (monnaie)
Pour les articles homonymes, voir Agnel.

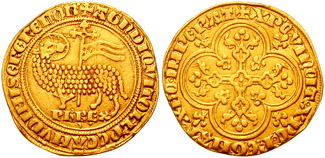
Agnel d'or de Philippe le Bel frappée en 1311.

L’agnel, ou aignel,, ou agnel d'or ou mouton d’or est une monnaie d’or française qui aurait été créée par Louis IX au XIIIe siècle par une ordonnance promulguée le 24 novembre 1226 qui qualifie cette monnaie  d'« aignelz à la grosse layne d'or, ». 
Appartenant à la numismatique médiévale, les premiers spécimens que nous connaissons ont été frappés à partir du 26 janvier 1311 sous le roi Philippe le Bel, lorsque celui-ci a décidé de rétablir la monnaie en revenant au monnayage or après avoir fait expulser les Juifs hors du royaume (de 1306 à 1314) et supprimé l'ordre des Templiers (1307), mettant la main sur leurs créances (près de 1 million de livres tournois). Cette mesure de reprise en main des finances du royaume a été vue comme le début de la prospérité de son règne.
L’avers de la pièce représente l’agneau pascal, d’où son nom, qui regarde vers une croix tréflée portant bannière. Le revers est constitué d'une croix gothique.
Son poids originel est d'un peu plus de 4 g ; il est variable au fur et à mesure des années et des réformations. Il est à noter que la monnaie d'or la plus commune à cette époque est le sequin de Venise, pesant 3,545 g, à poids constant. Ces deux monnaies ont un titrage proche de 995 millièmes.
Les derniers agnels furent frappés à l’époque de Charles VII dont le règne se termine au milieu du XVe siècle.
La dénomination d'agnel a cependant connu une résurgence en novembre 2015 sous la forme d'une monnaie locale en Normandie sous la forme de billets.

## Monnaie deSaint Louis(1226–1270)
- Création par une ordonnance datée de 24 novembre 1226
- Agnel d'or : taille de 59,5 pièces au marc (de 244,75 g), valant 12 sols, 6 deniers.
- Agnel à la grosse laine d'or fin. Poids 3 deniers 13 grains, soit 54,5 pièces au marc, valant 12 sols 6 deniers.
- Aucun spécimen conservé.

## Monnaie dePhilippe III le Hardi(1270–1285)
- Aucune monnaie d'or connue.

## Agnel d'or dePhilippe IV le Bel(1285–1314)
- Première émission : 1311
- Dimension : 24,5 millimètres,
- Poids légal : 4,07 grammes[6]
- Avers : un agneau pascal passant à gauche, la tête tournée à droite, devant une croix tréflée avec un gonfanon. À l'exergue : PH' REX (Philippe roi). Légende en latin : AGN’ D’NI QVI TOLL’° PCCA MVDI MISERERE NOB’ (Agneau de Dieu qui enlève les péchés du monde - prends pitié de nous)
- Revers : une croix quadrifoliée dans un quadrilobe fleuronné et cantonné de quatre lys, avec la légende en latin :  XP'C° VINCIT° XP'C° REGNAT° XP'C° IMPERAT (Le Christ vainc - le Christ règne - le Christ commande)
- Autres monnaies d'or émises :
  - Petit royal ou petit florin 1290 ; 3,547 g (poids du florin ou du sequin)
  - Masse d'or ou Grand royal, 1296
  - Chaise d'or, 1303
  - Florin d'or à la reine ou Petite masse, 1305
  - Mantelet ou Petit royal debout, 1305 ; 3,496 g.

## Agnel d'or deLouis X le Hutin(1314–1316)
Faible émission.
En exergue : LVd' REX. Légende en latin : AGN’ D’NI QVI TOLL’° PCCA MVDI MISERERE NOB’ 

## Agnel d'or dePhilippe V le Long(1316–1322)
- En exergue : Ph' REX. Légende en latin : AGN’ D’NI QVI TOLL’° PCCA MVDI MISERERE NOB’

## Agnel d'or deCharles IV le Bel(1322–1328)
- En exergue : KL' REX. Légende en latin : AGN’ D’NI QVI TOLL’° PCCA MVDI MISERERE NOB’

L'avers d'un agnel d'or de Charles IV le Bel de 1322 est reproduit par la Monnaie de Paris pour servir de médaille de baptême, le revers est lisse pour permettre une gravure. 18 mm
- Autres monnaies d'or frappée sous son règne :
  - Royal d'or - 4,119 g
  - Petit royal - 2,109 g

## Agnel d'or dePhilippe VI de Valois(1328–1350)
- Pas d'émission d'agnel sous son règne.
- Autres monnaies d'or frappées : 
  - Royal 1328 - 4,219 g
  - Parisis 1323 - 7,284 g
  - Lion d'or 1338 - 4,895 g
  - Pavillon d'or - 1339 5,098 g
  - Couronne d'or - 1340 5,438 g
  - Double d'or - 1340 6,798 g
  - Ange d'or - 1341-1342 7,271 g/6,440 g/5,827 g
  - Chaise d'or - 1346 4,706 g
  - Écu à la chaise - 1337 4,532 g
  - Florin Georges - 1341 4,647 g

## Agnel d'or deJeanIIle Bon(1350–1364)

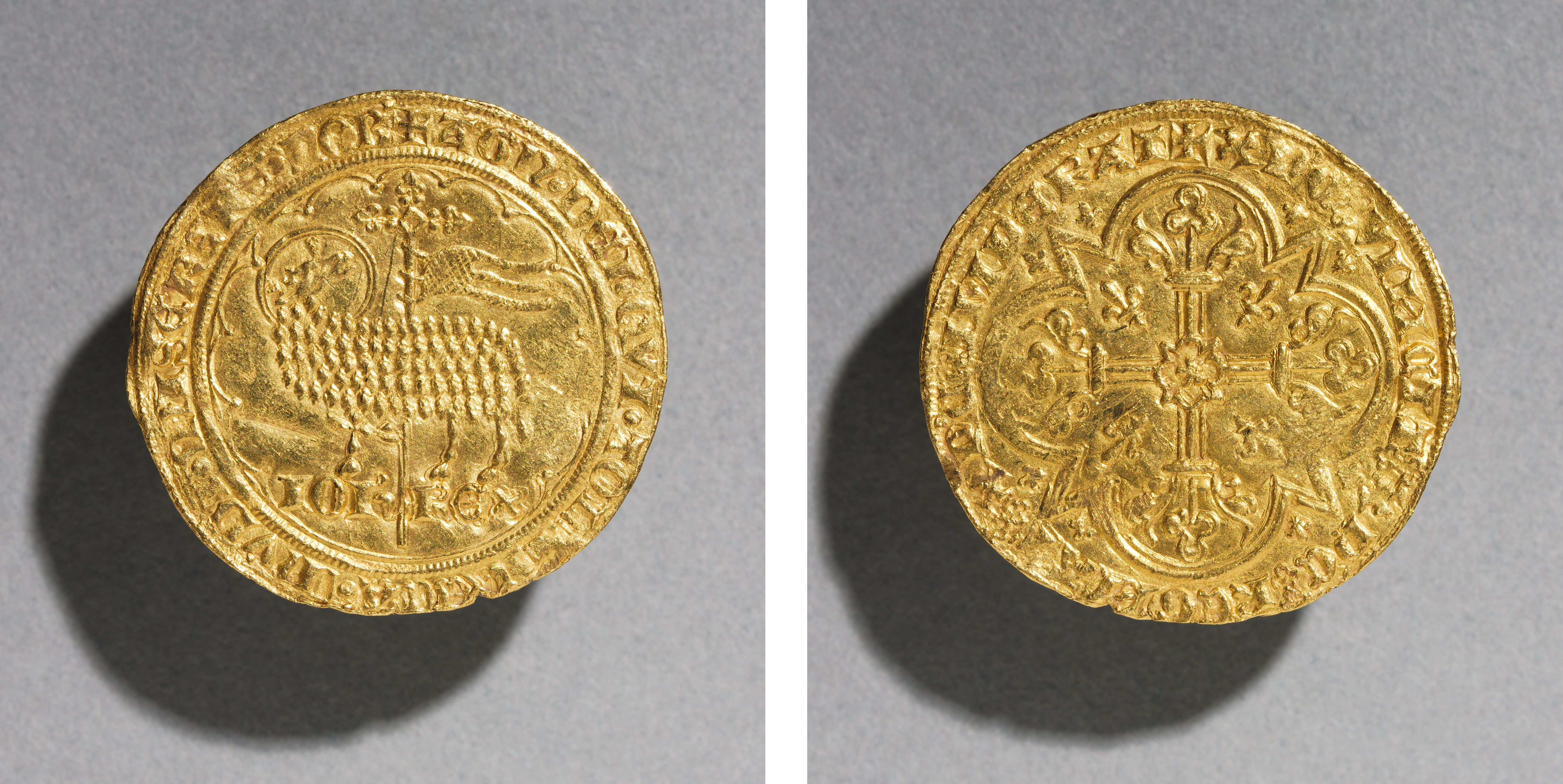
Avers et revers de l'agnel d'or de Jean II le Bon (JOA' REX), vers 1350, (Cleveland Museum of Art).

- Un spécimen se trouve au Cleveland Museum of Art.

- Autres pièces d'or frappées :
  - Franc à cheval, monnaie d'or pesant 3,885 g émise entre 1361 et 1364
  - Franc à pied, poids de 3,824 g

## Agnel d'or deCharles V le Sage(1364–1380)
- Pas d'émission d'agnel sous son règne.

## Agnel d'or deCharles VI le Bien-Aimé(1380–1422)
- A été émis en deux versions :
  - Premier type avec penon à croix trèfle
  - Deuxième type avec penon à croix simple
- Première émission : 1422 agnel pour le Dauphin
- Dimension : +/- 24 millimètres,
- Poids légal : 2,549 grammes
- Avers : un agneau pascal à gauche, dont l’une des pattes antérieures est relevée ; la tête nimbée étant tournée à droite. L’agneau est situé au premier plan d’une croix tréflée avec un gonfanon, coupant la légende à l’exergue. Cet ensemble est gravé à l’intérieur d’un polylobe bouleté, au-dessus duquel est inscrite l'exergue: K F RX (Karolus Francorum Rex) Le pourtour de la pièce porte l’inscription : « + AGn : DEI : QVITOLL’ : PECAT : mVDI : mlS : nOBIS » (agnus dei qui tollis pecata mundi miserere nobis)
- Revers : croix trifoliée avec une rose à cinq pétales, à l’intérieur d’un quadrilobe anglé en cœur. Ce petit ensemble est cantonné de quatre lis, et le tout à l’intérieur d’un autre quadrilobe anglé cantonné de six petits lis, avec d’autres éléments. Le revers porte également la mention : « + XPC * VINCIT * XPC * REGNAT * XPC * INPERAT (Le Christ vainc - le Christ règne - le Christ commande).
- Autres monnaies d'or émises :
  - Heaume et 1/2 heaume d'or : 1417 - 5,099 g
  - Double et 1/2 double d'or : 1420
  - Salut d'or : 1421 - 3,884 g

## Agnel d'or deHenri V Lancastre, duc de Normandie(1415–1422)
- Date émission : 1419-1420 à Rouen et Saint-Lô.
- Poids : 2,549 grammes
- Avers : comme Charles VI. Exergue : h'F REX
- Revers : 2 léopards

## Agnel deCharles VII le Victorieux(1422–1451)
- Poids : 2,549 g
- Avers. L'agneau pascal est dans un polylobe interrompu en bas par l'exergue : KA' REX
- Revers. Croix cantonnée de 4 fleurs de lys dans un quadrilobe.
- Autres monnaies d'or émises :
  - Franc à cheval : 3,059 g
  - Salut d'or : 1423 - 3,496 g
  - Écu d'or à la couronne : 1423/1435
  - Royal d'or : 1429 - 3,824 g
  - Chaise d'or : 1430 - 3,599 g
  - Écu à la couronne ou Écu neuf : 1436/1450 - 3,496 g
  - Écu au briquet : poids 3,496 g